# Santa Maria Argentea

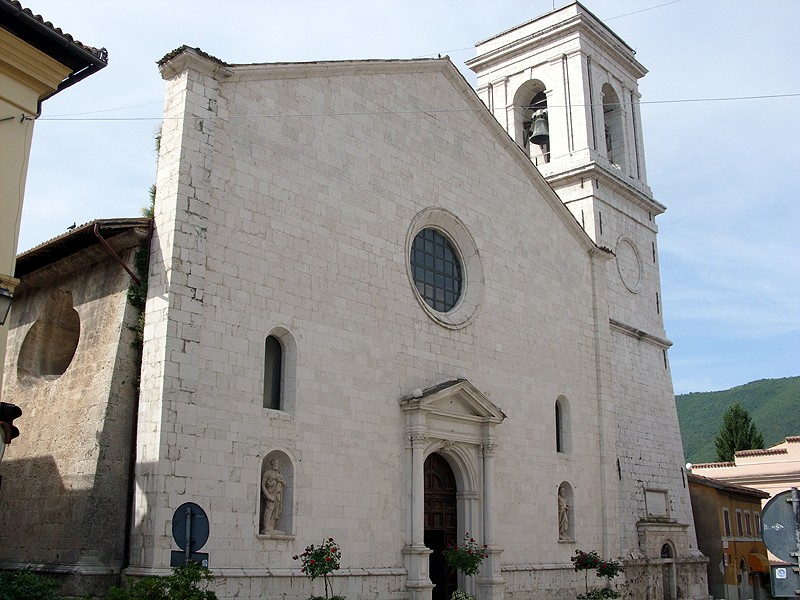
Concattedrale di Santa Maria Argentea

Die Kathedrale Santa Maria Argentea ist eine italienische Kathedrale aus dem 16. Jahrhundert in Norcia. Sie ist eine Konkathedrale des Erzbistums Spoleto-Norcia. Sie wurde beim Erdbeben am 30. Oktober 2016 stark zerstört. Bis Mai 2017 wurden die Fassade und die Seitenwände gesichert. 2017 arbeitete man an der Sicherstellung von Fragmenten von Kunstwerken, um eine Rekonstruktion vorzubereiten.